# Feuilles de mémoire
Les Feuilles de mémoire sont des portraits que Wilhelm Schmiedeberg a dessiné d'étudiants de l'Université de Königsberg.

## Histoire
L'album est acheté en 1925 dans une collection privée anglaise par la bibliothèque de l'Association des anciens étudiants de corps (de) de Francfort-sur-le-Main et examiné par John Koch. En 1935, certains portraits figurent dans la dernière liste des membres du Corps Littuania. Néanmoins, universellement oublié et méconnu, l'album est apparu dans les librairies anciennes en mai 2012 avec le cachet de propriété supprimé. Il est acheté aux enchères par des membres du Corps Masovia Königsberg à Potsdam et acquis par la Société allemande pour l'enseignement supérieur.
Les 167 dessins conservés sont réalisés entre 1835 et 1839. Les camarades sont des membres des corps Pappenhemia, Hochhemia, Corpsland et d'une Polonia encore inconnue. Des commémorations maçonniques des morts, trois armoiries d'étudiants inconnus, un motif paysager, deux portraits féminins et un croquis au crayon sont également conservés.
Avec les informations biographiques, les Feuilles de mémoire constituent une collection de portraits unique et importante en termes de culture, d'art et d'histoire étudiante. L'Université Jules-Maximilien de Wurtzbourg présente le livre au public le 19 juillet 2013

## Portraits
- Julius Arnoldt
- Hermann Bobrik (de)
- Franz Brandstäter (de)
- Leo Cholevius (de)
- Julius Dickert (de)
- Eduard Guth (de)
- Wilhelm Habrucker (de)
- Robert Hagen (de)
- Reinhard Moritz Horstig (de)
- Robert Jaensch (de)

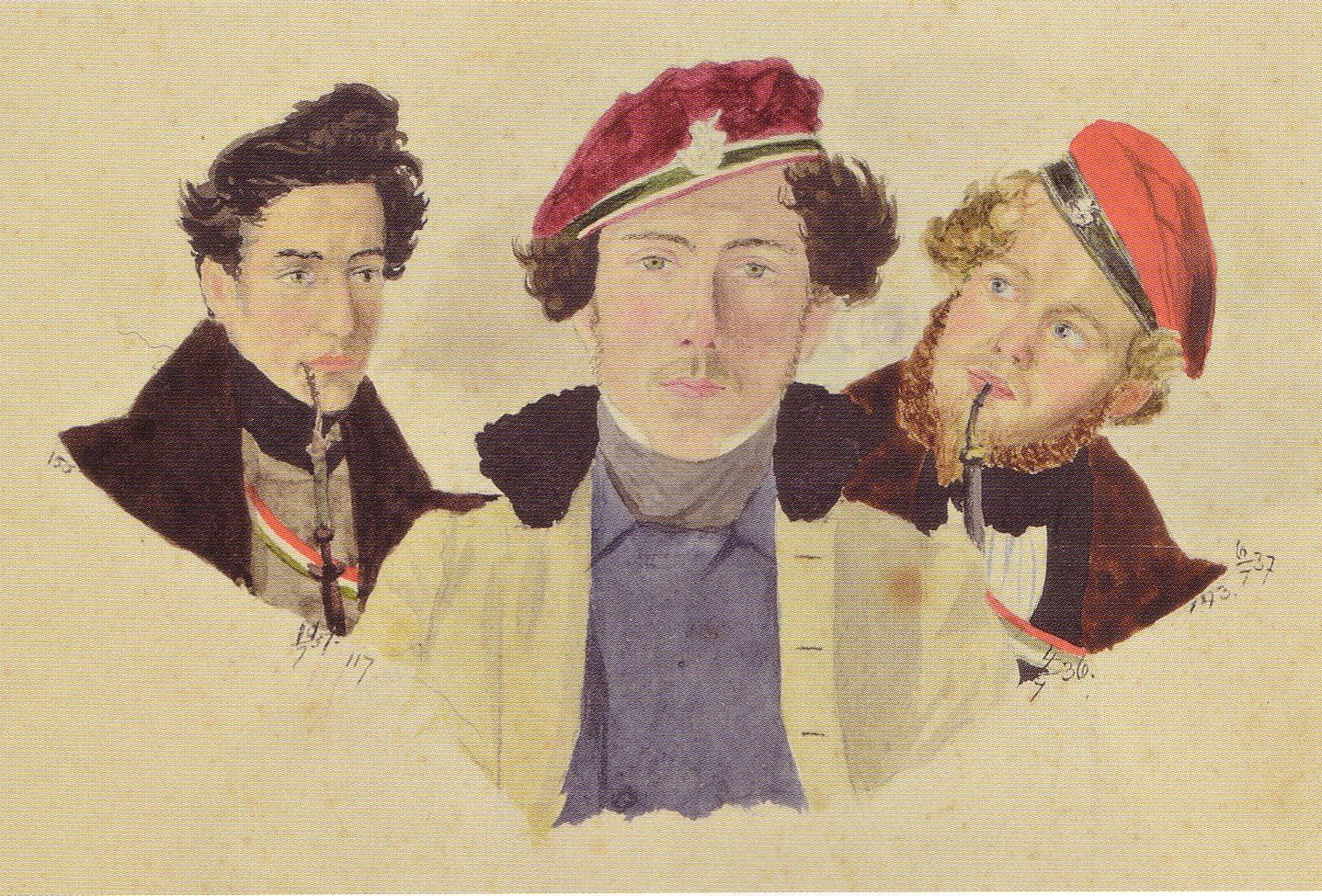
Littauer

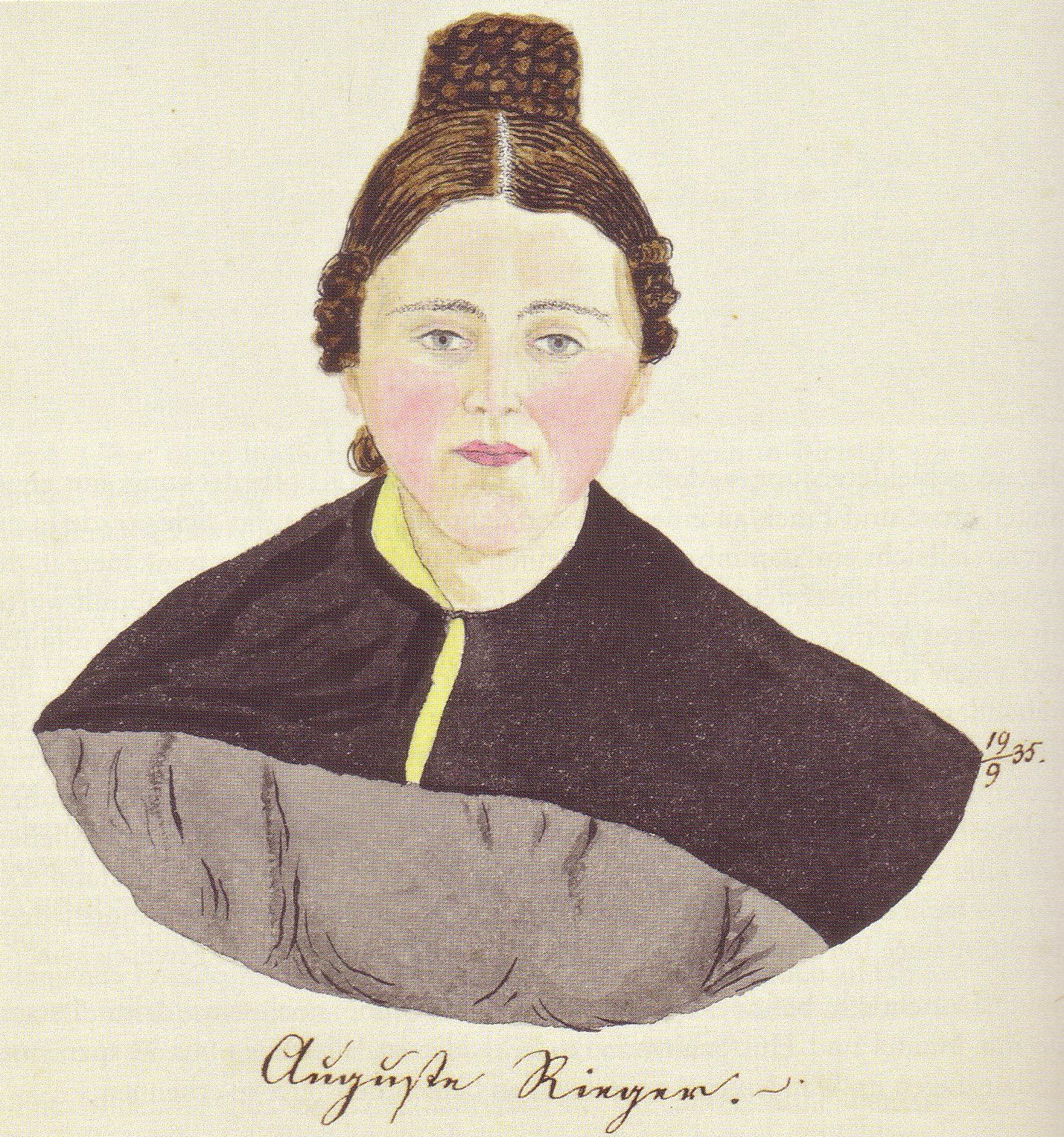
Auguste Rieger (1835)

- Woldemar Junker von Ober-Conreuth (de)
- Rudolf Kowalski (de)
- Carl Heinrich Krauß (de)
- Florian Lobeck (de)
- Konrad Materne (de)
- Friedrich David Michaelis (de)
- Julius von Pastau (de)
- Anton Rehaag (de)
- Albert Reusch (de)
- Johann Georg Rosenhain (de)
- Otto Saro
- Louis Sauerhering (de)
- Alexander Schmidt (de)
- Heinrich Rudolph Schmidt (de)
- Julian Schmidt
- Albert Wichert (de)
- Carl Witt (de)

## Critiques de la nouvelle édition
- Agnieszka Krzemínska, Hipsterzy dziwiętnastego wieku. Portale społecznośclowe to nowy pomysł, ale sama idea księgi gromadzącej przyjacioł powstałaprawie 200 lat temu, in: Polityka, Nr. 44 (2391), 29. Oktober – 5. November 2013
- Matthias Lermann, Wilhelm Schmiedebergs „Blätter der Erinnerung“. Am Institut für Hochschulkunde wurden sie der wissenschaftlichen Edierung unterzogen. Academia (Association du cartel des corporations d'étudiants catholiques allemands (de)), 2/2014, 107. Jahrgang, p. 77–78.
- Stefan Kummer (de), Königsberger Studentenporträts als fesselndes geistiges Erlebnis. Die Edition der „Blätter der Erinnerung“ setzt Maßstäbe. Corps – Magazin (Deutsche Corpszeitung) 2/2014, p. 31–32.